# 回転灯

青色の回転灯

回転灯（かいてんとう、Rotary Beacon Light）とは、照明器具の一種（ビーコン）で、台座に対し水平方向に回転放光させるもの。光源の周りを回転する反射鏡によって光源からの光を反射させて放光する機構のものや、回転はしないが複数のLEDなどの光源を順番に光らせることで回転を模したものなどがある。
1970年代までのアメリカのパトカーは、2つから4つのランプを周囲に向けるように配置、更にそれを回転させる構造の物を使用していた。

## 用途
人間の気を引き、遠方からも目立つことから、警告灯や、沿道の看板の装飾としてよく採用される。特に、東海3県の多くの喫茶店では装飾（アイキャッチ）として多用されている。

### 警告灯としての用途の例
- 緊急自動車
- 工作機械の確認表示灯（パイロットランプ）
- 工事現場など、危険個所の標示
- 装飾
- 病院の、救急車進入口

## 法令

### 日本
道路交通法道路交通法および関連法令により、自動車が使用できる回転灯（警光灯・点滅灯火）の色が指定されている。資格のない車両が使用すると保安基準違反となる。
| 色 | 使用可能な自動車 | 要件                                                         | 法令                                   |
| -- | --- | ------------------------------------------------------------ | -------------------------------------- |
| 赤 | 緊急自動車 | 緊急の用務のため運転するとき（警察用自動車の一部要件を除く） | 道路交通法施行令14条                   |
| 赤 | 消防用自動車以外の消防の用に供する車両                                                                                | 夜間等に消防用務のため運転するとき                           | 道路交通法施行令14条の4                |
| 黄 | 道路維持作業用自動車(交通管理隊の車両)                                                                                | 道路の維持、修繕等のための作業に従事するとき                 | 道路交通法施行令14条の3                |
| 緑 | 保安基準の緩和を受けた、幅が3メートル以上のトレーラ又は連結時全長が16.5メートルを超えるトレーラーをけん引するトラクタ | 当該トレーラをけん引するとき                                 | 道路運送車両の保安基準55条             |
| 緑 | 保安基準の緩和を受けた、上記特殊車両の誘導車                                                                          | 当該車両を誘導するとき                                       | 道路運送車両の保安基準55条             |
| 青 | 自主防犯活動用自動車（防犯パトロールカー）                                                                            |                                                              | 道路運送車両の保安基準49条の3          |
| 紫 | 停止中の故障車両 | 停止表示灯                                                   | 道路交通法施行規則第9条の17・第9条の18 |

## ギャラリー

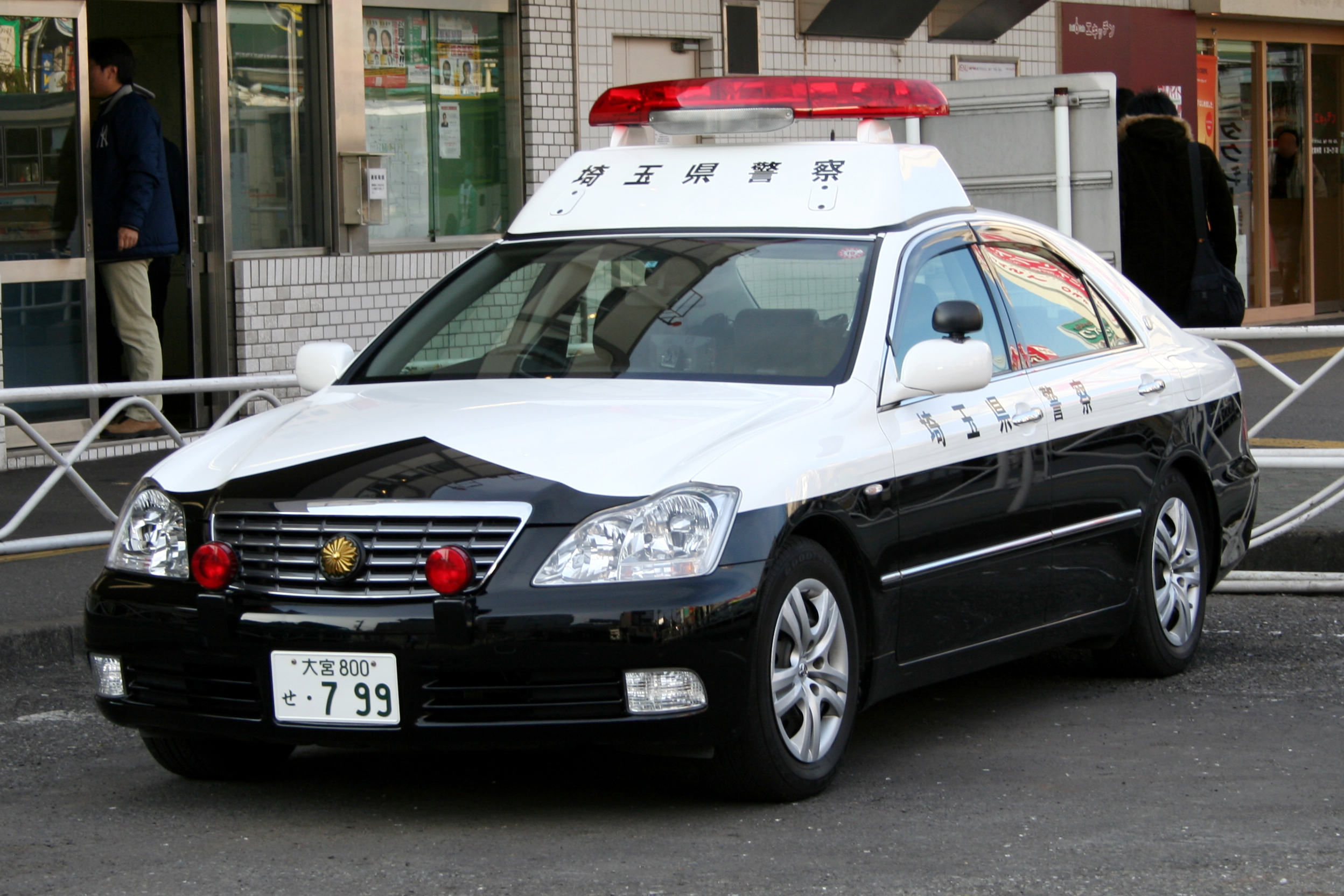
日本のパトカー（赤色）
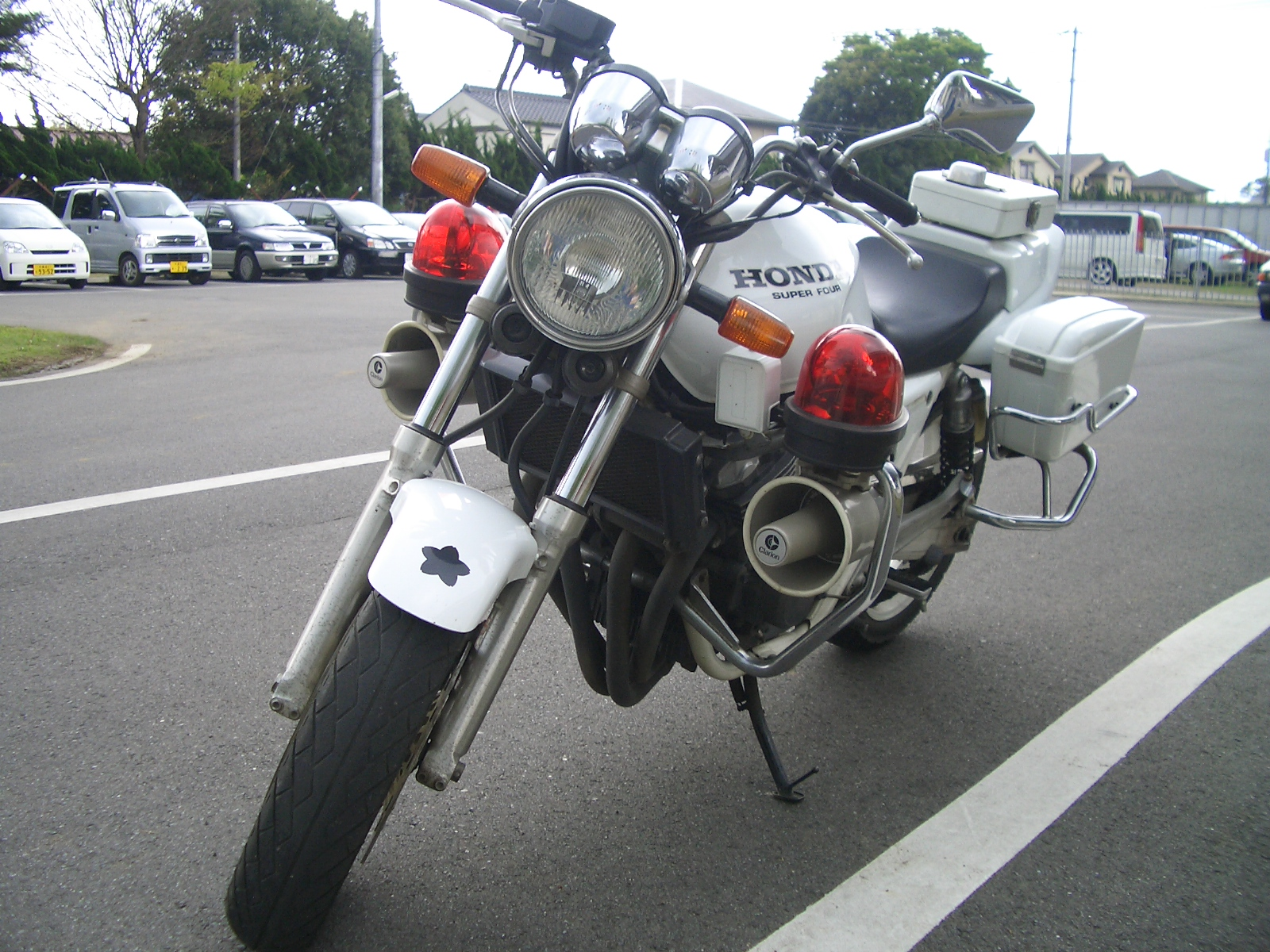
陸上自衛隊警務隊の白バイ（赤色）
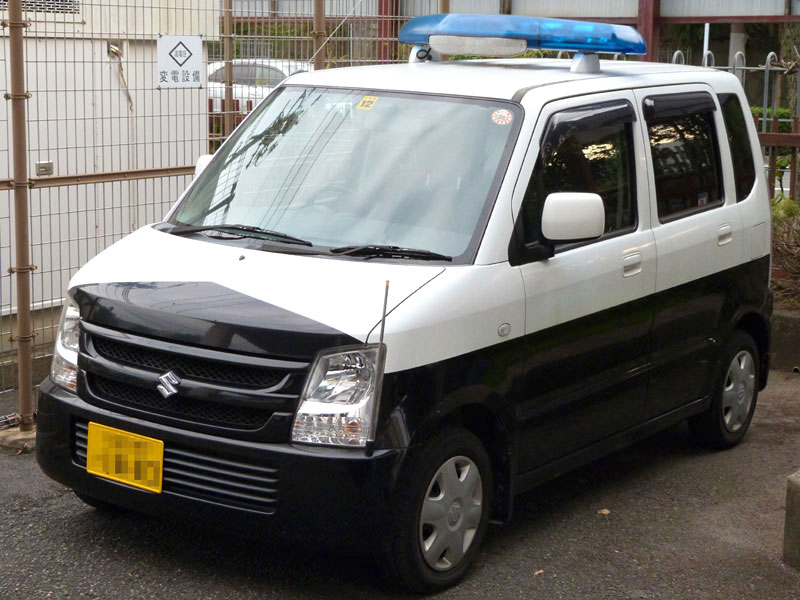
自主防犯活動用自動車（青色）
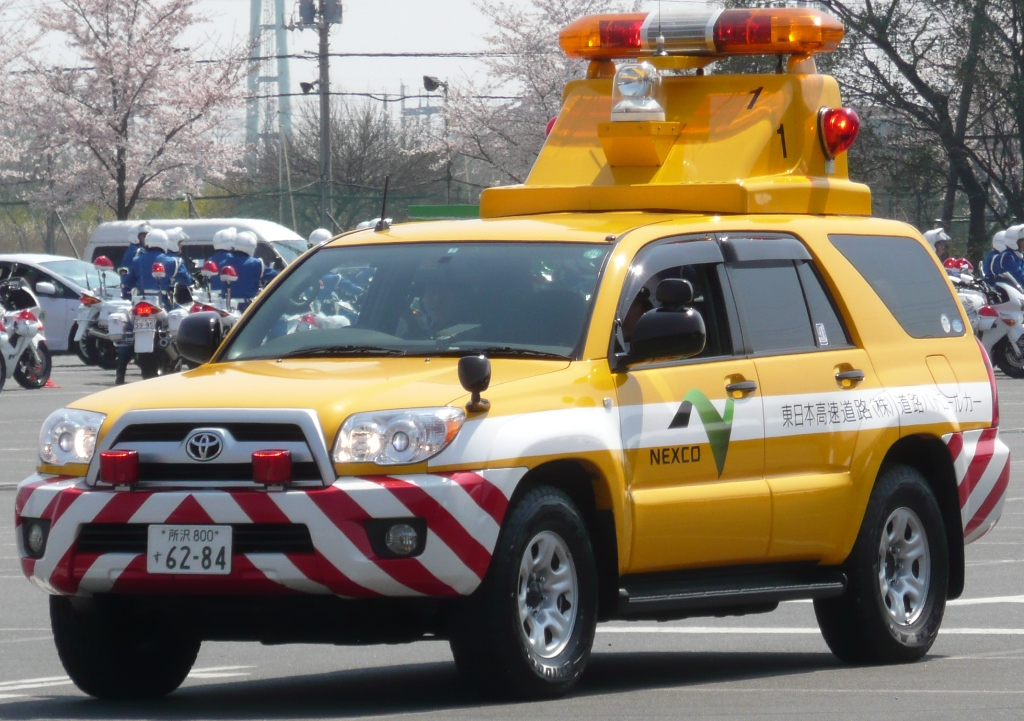
NEXCO東日本の道路維持車両（黄色）
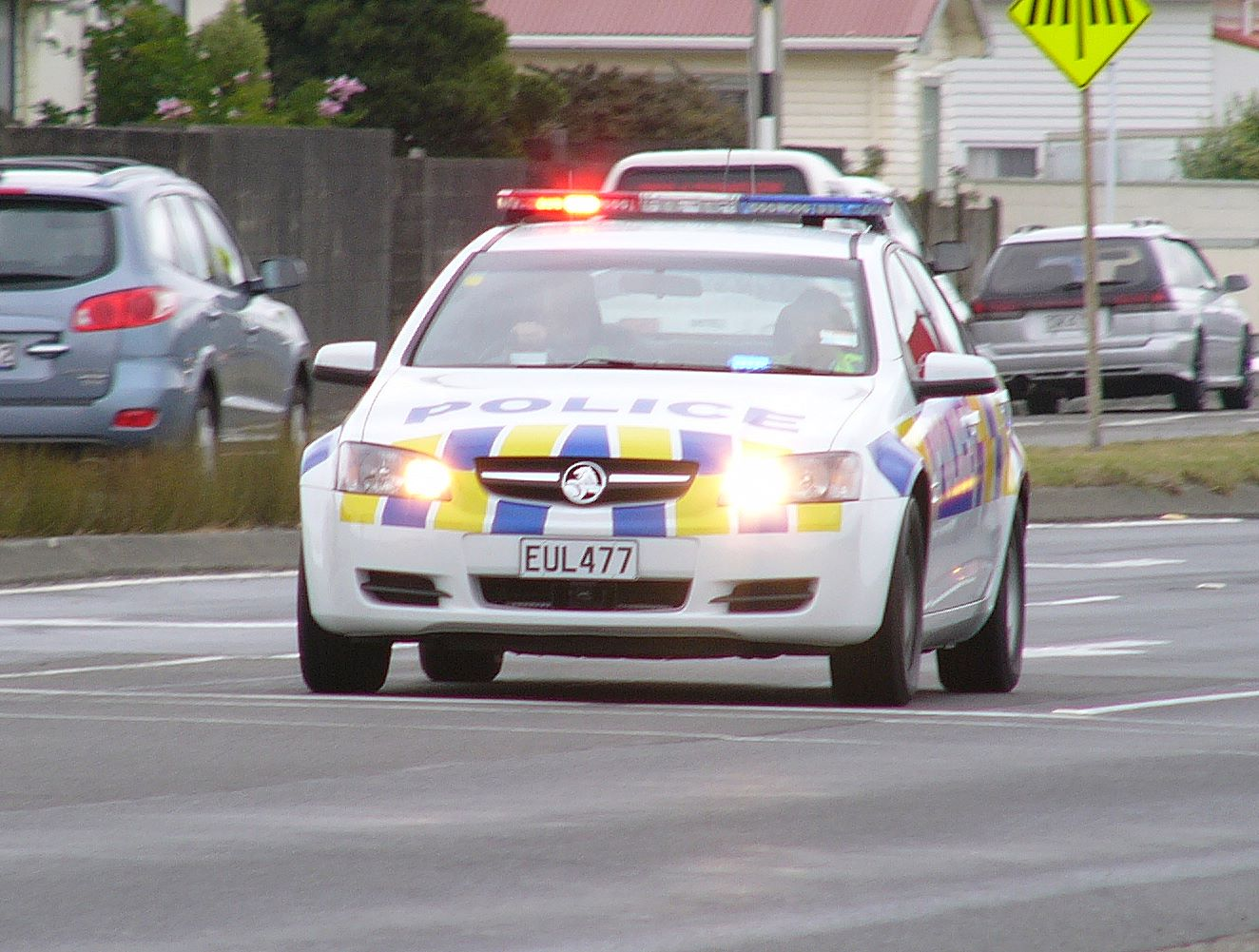
ニュージーランドのパトカー（赤と青）
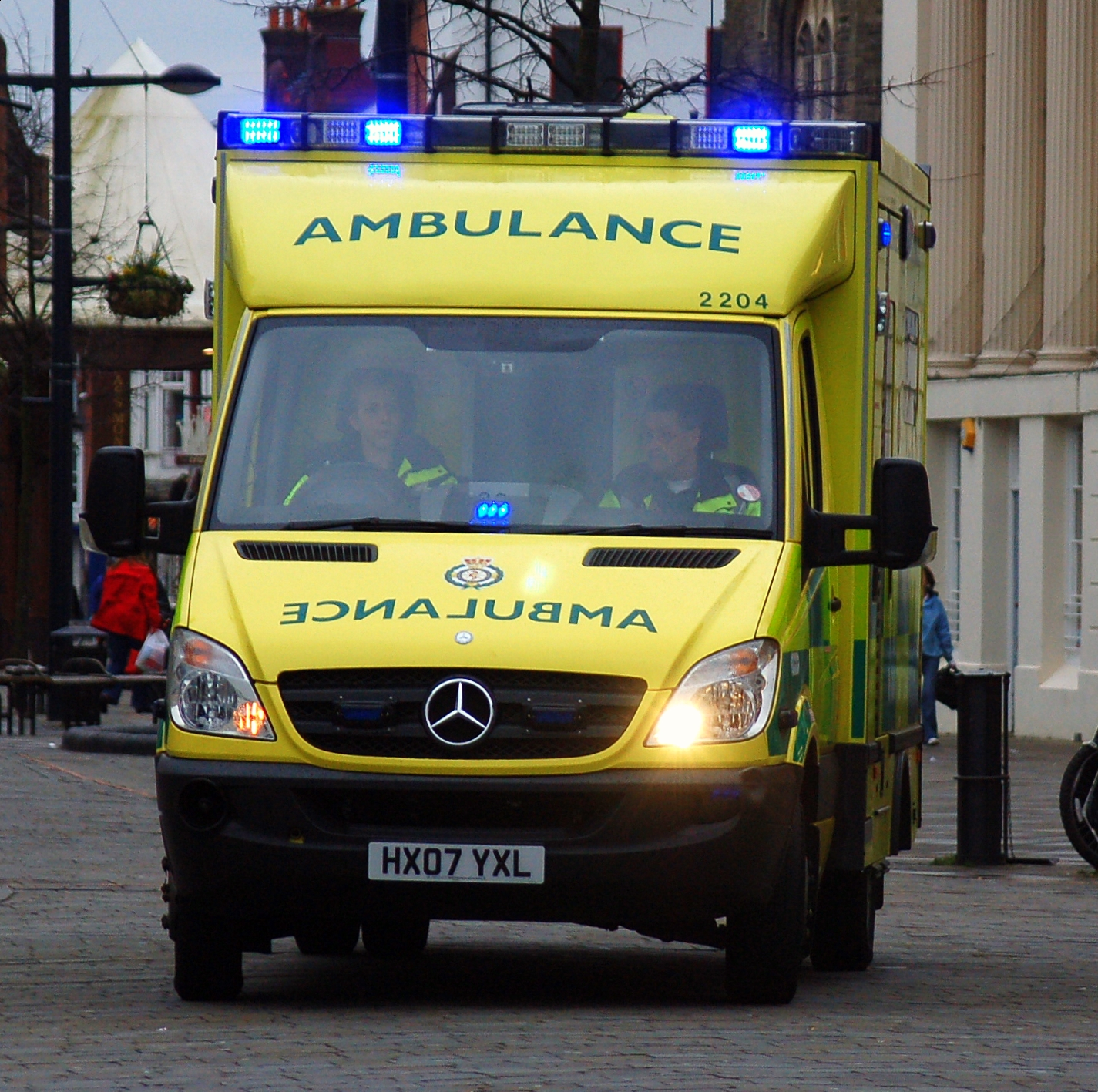
イギリスの救急車（青色。前照灯と後退灯にも点滅回路が入っている）
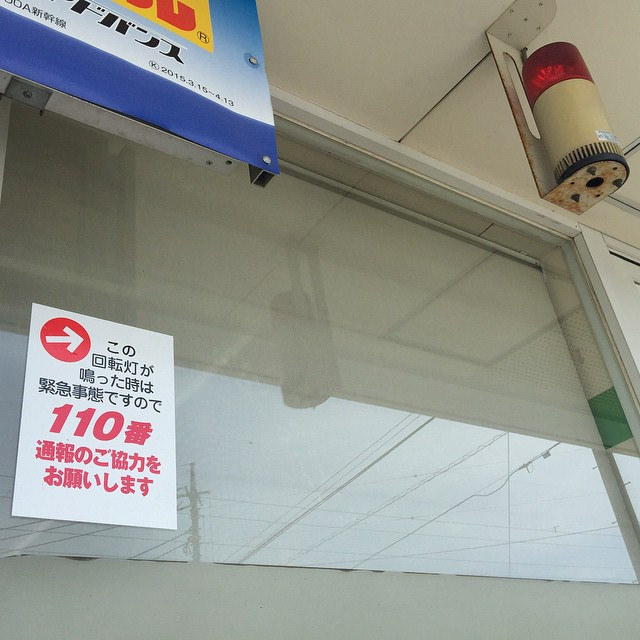
店舗に設置された赤色回転灯。緊急時に作動する